# U-20フットサル日本代表
U-20フットサル日本代表（アンダートゥウェンティーフットサルにほんだいひょう）は、日本サッカー協会 (JFA) により編成される日本のフットサルの20歳以下の男子ナショナルチームである。